# Sant'Ambrogio della Massima
Sant'Ambrogio della Massima är en kyrkobyggnad och diakonia i Rom, helgad åt den helige Ambrosius av Milano. Kyrkan är belägen vid Via di Sant'Ambrogio i Rione Sant'Angelo och tillhör församlingen Santa Maria in Portico in Campitelli.
Kyrkans tillnamn (cognome) ”Massima” kommer av kyrkans närhet till Cloaca Massimas utlopp.

## Kyrkans historia
Enligt traditionen uppfördes kyrkan av påve Celestinus I på 400-talet på resterna av helgonets föräldrahem. Kyrkans tidigaste dokumenterade omnämnande återfinns i Liber Pontificalis år 803, där den bär namnet S. Mariae; kyrkan var således ursprungligen helgad år Jungfru Maria.
Kyrkan omnämns i Catalogo di Cencio Camerario, en förteckning över Roms kyrkor sammanställd av Cencio Savelli år 1192 och bär där namnet mon. Maxime.
Därtill förekommer kyrkan i Il catalogo Parigino (cirka 1230) som s. Maria de Maxima, i Il catalogo di Torino (cirka 1320) som Monasterium sancte Marie de Maxima och i Il catalogo del Signorili (cirka 1425) som sce. Marie de Maxima.
År 1862 rasade fasaden som hade ritats av Carlo Maderno i början av 1600-talet. Påföljande år ersattes den med den nuvarande fasaden. Den vetter mot en liten kortil med en 1600-talsfontän.

## Interiör
Kyrkans interiör är ritad av Carlo Maderno omkring år 1606, medan kupolen är ett verk av Orazio Torriani. I kupolens pendentiv har Francesco Cozza målat de fyra kardinaldygderna: iustitia, prudentia, temperantia och fortitudo.
Högaltarmålningen framställer den helige Ambrosius och är ett verk av Ambrogio Fumagalli från 1974. Tidigare pryddes högaltaret av Den helige Ambrosius helar en sjuk man, utförd av Ciro Ferri.
Kyrkan har sex sidokapell, tre på var sida.

### Höger sida
Cappella di Santa Marcellina
Första sidokapellet på höger hand är invigt åt den heliga Marcellina, Ambrosius syster. Altarmålningen, omramad av en ram i verde antico, framställer Marcellina som lär sina bröder Ambrosius och Satyrus att läsa. Altaruppsatsen har två korintiska kolonner i röd jaspis. Ovanför kapellbågen ses målningen Vila under flykten till Egypten, förmodligen ett 1600-talsverk.
Cappella di San Benedetto
Det andra kapellet är invigt åt den helige munken Benedikt av Nursia och har en skulptur av helgonet utförd av Orfeo Boselli, som var elev till François Duquesnoy. Skulpturen, flankerad av två korintiska kolonner i gul marmor, ersatte Pietro da Cortonas Den helige Stefanos martyrium, vilken numera återfinns i Eremitaget i Sankt Petersburg. Ovanför kapellbågen finns målningen Den helige Petrus viger den helige Stefanos och hans sex följeslagare.
Cappella del Santissimo Crocifisso
I höger tvärskepp är det tredje kapellet beläget och det är invigt åt den korsfäste Kristus. Altarmålningen Korsfästelsen är en kopia av ett originalverk av Francesco Trevisani. Målningen har på ömse sidor kompositakolonner i svart marmor.

### Vänster sida
Cappella di San Giuseppe
Första sidokapellet på vänster hand är invigt åt den helige Josef. Altarmålningen visar Den helige Josef och Jesusbarnet med de heliga Ambrosius och Marcellina. En ängel skriver på Ambrosius diktamen: Te ergo quaesumus, tuis famulis subveni, quos Pretioso Sanguine redemisti.
Antemensalet uppvisar ett intrikat opus sectile-arbete i polykrom marmor. Kapellet bekostades av familjen Barberini, vars heraldiska bin pryder antemensalet. På kapellets sidoväggar ses fresker föreställande de heliga Gregorius den store och Dominikus. Ovanför kapellbågen ses en målning som visar de heliga Benedikt och hans syster Scholastica.
Cappella della Madonna
Kapellet är invigt åt Jungfru Maria. Själva kapellet dekorerades 1622, men ikonen över altaret placerades här på 1800-talet.
Freskerna på kapellets sidoväggar och ovanför altaruppsatsen framställer scener ur Jungfru Marie liv, utförda av Cavalier d'Arpino. Flera av freskerna är emellertid skadade av fukt. Ovanför kapellbågen ses målningen Bebådelsen.
Cappella di San Mauro
Det tredje kapellet, beläget i vänster tvärskepp, är invigt åt den helige Maurus, en lärjunge till den helige Benedikt av Nursia. Altarmålningen av Ciro Ferri visar hur den helige Maurus helar en lam. Altaruppsatsen kröns av ett ovanligt pediment med voluter, festonger och krusiduller.
I klostrets refektorium finns en fresk av Antoniazzo Romano, som framställer Korsnedtagandet.

## Diakonia
Sant'Ambrogio della Massima är sedan år 2023 diakonia.
Kardinaldiakoner
- Claudio Gugerotti: 2023–

## Bilder
| - Korsnedtagandet, fresk utförd av Antoniazzo Romano. - Sant'Ambrogio della Massima på en karta från år 2017. - 1600-talsfontänen. |